# Structured text
Структуро́ваний текст або Structured text (ST) — мова програмування стандарту IEC 61131-3, що призначена для програмування промислових контролерів та операторських станцій. Знайшла застосування у SCADA/HMI/SoftLogic пакетах. За структурою й синтаксисом є найближчою до мови програмування Pascal. Мова є зручною для написання великих програм й роботи з аналоговими сигналами та числами з рухомою комою.

## Основні принципи мови
Основою ST-програми слугують вирази. Результат обчислення виразу присвоюють змінній за допомогою оператора «:=». Кожний вираз обов'язково має закінчуватись крапкою з комою «;». Вирази будуються із змінних, констант і функцій, розділених операторами.
Стандартні оператори у виразах мають символьне позначення, наприклад математичні дії: +, -, *, /, порівняння тощо. Крім операторів у виразі можуть використовуватись пробіли і табуляція для кращого сприйняття, а також, коментарі.
Вираз може містити інший вираз у дужках, що обчислюється у першу чергу.
Вираз обчислюється відповідно до правил пріоритету операцій. У порядку зменшення пріоритету операції розташовуються таким порядком: вираз у дужках; виклик функції; степінь EXPT; зміна знаку; заперечення NOT; множення, ділення і ділення по модулю MOD; додавання і віднімання; операції порівняння (<, >, <=, >=); рівність (=); нерівність (<>); логічні операції AND, XOR та OR.

## Основні оператори мови

### Оператор вибору (IF)
Оператор вибору дозволяє виконувати різні групи виразів залежно від умов, записаних логічними виразами. Повний синтаксис оператора IF виглядає так:
```
IF <логічний вираз IF>
THEN
<вирази IF>;
[
ELSEIF <логічний вираз RLSEIF 1>
THEN
<вирази ELSEIF 1>;
…
ELSEIF <логічний вираз ELSEIF n>
THEN
<вирази ELSEIF n>;
ELSE
<вирази ELSE>;
]
END_IF

```

### Оператор множинного вибору (CASE)
Оператор множинного вибору CASE дозволяє виконати різні групи виразів залежно від значення однієї цілочисельної змінної або виразу. Синтаксис:
```
CASE <цілочисельний вираз> OF
<значення 1>:
<вирази 1>;
<значення 2>:
<вирази 2>;
…
<значення n>:
<вирази n>
[
ELSE
<вирази ELSE>;
]
END_CASE

```

### Цикли WHILE та REPEAT
Цикли WHILE та REPEAT забезпечують повторення групи виразів, поки вірним є логічний вираз.
Синтаксис WHILE:
```
WHILE <умовний логічний вираз> DO
<вирази (тіло циклу)>
END_WHILE

```

Синтаксис REPEAT^
```
REPEAT
<вирази (тіло циклу)>
UNTIL <умовний логічний вираз>
END_REPEAT

```

### Цикл FOR
Цикл FOR забезпечує задану кількість повторень групи виразів. Синтаксис:
```
FOR <цілочисельний лічильник> := <початкове значення>
TO <кінцеве значення>
[BY <крок>] DO
<вирази (тіло циклу)>
END_FOR

```

### Оператори переривання ітерацій EXIT та RETURN
Оператор EXIT, розташований у тілі циклів WHILE, REPEAT та FOR, приводить до негайного закінчення циклу. Оператор RETURN здійснює негайний вихід з програми.

## Приклад оформлення фрагменту тексту програми на ST
```
FOR icY := 0 TO 8 DO
   FOR icX := 0 TO 16 DO
      IF iaPos[icY, icX] > iLevel THEN
         iBalance := iBalance + 1;
      ELSE
         IF iaPas[icY,IcX] < iLevel THEN
            iBalance := iBalance – 1;
         END_IF
      END_IF
   END_FOR
   iLevel := iLevel *2;
END_FOR

```

## Розширення стандарту
Існує розширений стандарт IEC 61131-3, що містить елементи об'єктно-орієнтованого програмування через розширення можливостей функціональних блоків (успадкування, властивості, методи, інтерфейси). Також розширений стандарт передбачає уведення нових типів даних, таких як вказівники, об'єднання, рядки з двома байтами на символ, посилання тощо.
Деякі виробники доповнюють свої реалізації власними нестандартними розширеннями. Прикладом можуть слугувати операції динамічного виділення й звільнення пам'яті у TwinCAT 3.1 компанії «Beckhoff» (__NEW та __DELETE відповідно). Ці розширення відкривають багато нових можливостей при написанні програм.

## Приклад тексту програми мовою ST
```
// PLC configuration

CONFIGURATION
 
DefaultCfg

    
VAR_GLOBAL

        
b_Start_Stop
  
:
 
BOOL
;
         
// Global variable to represent a boolean.

        
b_ON_OFF
      
:
 
BOOL
;
         
// Global variable to represent a boolean.

        
Start_Stop
 
AT
 
%
IX0
.
0
:
BOOL
;
    
// Digital   input of the PLC (Address 0.0)

        
ON_OFF
     
AT
 
%
QX0
.
0
:
BOOL
;
    
// Digital output of the PLC (Address 0.0). (Coil)

    
END_VAR

    
// Schedule the main program to be executed every 20 ms

    
TASK
 
Tick
(
INTERVAL
 
:=
 
t
#20
ms
)
;

    
PROGRAM
 
Main
 
WITH
 
Tick
 
:
 
Monitor_Start_Stop
;

END_CONFIGURATION

PROGRAM
 
Monitor_Start_Stop
          
// Actual Program

    
VAR_EXTERNAL

        
Start_Stop
  
:
 
BOOL
;

        
ON_OFF
      
:
 
BOOL
;

    
END_VAR

    
VAR
                             
// Temporary variables for logic handling

        
ONS_Trig
    
:
 
BOOL
;

        
Rising_ONS
  
:
 
BOOL
;

    
END_VAR

    
// Start of Logic

    
// Catch the Rising Edge One Shot of the Start_Stop input

    
ONS_Trig
    
:=
 
Start_Stop
 
AND
 
NOT
 
Rising_ONS
;

    

    
// Main Logic for Run_Contact -- Toggle ON / Toggle OFF ---

    
ON_OFF
 
:=
 
(
ONS_Trig
 
AND
 
NOT
 
ON_OFF
)
 
OR
 
(
ON_OFF
 
AND
 
NOT
 
ONS_Trig
)
;

    
// Rising One Shot logic   

    
Rising_ONS
 
:=
 
Start_Stop
;

END_PROGRAM

```